# (142106) Nengshun
(142106) Nengshun est un astéroïde de la ceinture principale.

## Description
(142106) Nengshun est un astéroïde de la ceinture principale. Il fut découvert le 30 août 2002 à Nanchuan par Ye Quan-Zhi. Il présente une orbite caractérisée par un demi-grand axe de 2,39 UA, une excentricité de 0,14 et une inclinaison de 6,6° par rapport à l'écliptique.

## Compléments